# Arethusa Gibson
Pour les articles homonymes, voir Gibson.
Susannah Arethusa Gibson (née Cullum, 1814-1885) est une militante libérale anglaise[pas clair] et féministe du XIXe siècle, qui a soutenu Giuseppe Mazzini et l'unification de l'Italie, le mesmérisme et le spiritisme, et s'est opposée à l'Église catholique romaine puis la rejoint à la fin de sa vie. Elle est mariée à Thomas Milner Gibson, l'un des principaux militants du libre-échange.

## Biographie
Arethusa Gibson est la fille de Mary Anne Cullum (née Eggers) et du révérend Sir Thomas Gery Cullum, 8e baronnet, de Hardwick House, Suffolk. Elle est née en 1814 et passe ses premières années principalement en Italie .
Elle épouse en 1832 Thomas Milner Gibson, qui devient un conservateur et plus tard un député libéral, et qui plaide pour le libre-échange et contre les soi-disant taxes sur la connaissance. Arethusa Gibson  est une hôtesse mondaine, et créé un salon de personnalités politiques radicales, de diplomates, de personnalités littéraires et d'émigrés européens; dans son cercle se trouvent Benjamin et Mary Anne Disraeli , Cobden, Dickens, Hugo, Thackeray et Louis Napoléon, qu'elle a rencontrés dans son exil ,.
Arethusa Gibson est un soutien actif de Giuseppe Mazzini, qu'elle rencontre en 1844, dans la lutte pour l'unification de l'Italie. Pendant son exil à Londres, son salon fournit un lieu pour son introduction à son large cercle d'amis influents. En compagnie d'un groupe d'amis partageant les mêmes idées et largement féministes, elle organise des événements de collecte de fonds - bazars, concerts, tombolas - suivant un modèle réussi établi par des femmes partisanes de la Anti-Corn Law League  et fait passer en toute sécurité des lettres à destination et en provenance de l'Italie  .
L'Oxford Dictionary of National Biography note que Gibson a un certain nombre d'enfants, dont seulement deux lui survivent et est réputée pour avoir eu une liaison avec Sir George Wombwell, 3e baronnet. À partir des années 1850, elle s'intéresse au mesmérisme et au spiritisme. Le 23 février 1885, elle meurt à Paris, où elle s'est installée dans les dernières années de sa vie  et est enterrée au cimetière de Bury St Edmunds le 3 mars .